# Atifete Jahjaga
Atifete Jahjaga (født 20. april 1975 i Đakovica) var Kosovos fjerde præsident fra 2011 til 2016.
Hun blev nomineret som præsidentkandidat 6. april 2011, og fik 80 af de 100 stemmer som deltog i afstemningen i Kosovos nationalforsamling 7. april.
| Biografi | Spire Denne biografi er en spire som bør udbygges. Du er velkommen til at hjælpe Wikipedia ved at udvide den. |

1. ↑  Navnet er anført på bokmål og stammer fra Wikidata hvor navnet endnu ikke findes på dansk.